# Tympanogaster storeyi
Tympanogaster storeyi är en skalbaggsart som beskrevs av Perkins 2006. Tympanogaster storeyi ingår i släktet Tympanogaster och familjen vattenbrynsbaggar. Inga underarter finns listade i Catalogue of Life.